# Eurhynchiastrum
Eurhynchiastrum là một chi rêu trong họ Brachytheciaceae.